# 凹唇沼兰
凹唇沼兰（学名：Crepidium concavum）为兰科沼兰属下的一个种。

## 扩展阅读
- 維基物種上的相關：凹唇沼兰